# Симонова, Алина Павловна
Али́на Па́вловна Си́монова (род. 19 февраля 1980, Куйбышев) — автор и исполнитель песен. Дважды лауреат Грушинского фестиваля (1998 и 2009 годов).

## Биография
Родилась в Самаре 19 февраля 1980 года.
Обучалась в Самарском университете Наяновой — юрист. В 1999 году работала одной из ведущих серии программ об авторской песне «Среди миров» на радио «Эхо Самары». В 2002 году переехала в Москву и продолжила обучение в аспирантуре московского вуза[какого?]. Работала в Государственном камерном оркестре Владимира Спивакова «Виртуозы Москвы».
Алина Симонова — автор более сотни песен на русском языке.
Музыкальное творчество Симоновой сочетает черты авторской песни, городского романса, джаза, блюза, свинга, босановы, фолка и евро-рока. Песни Алины Симоновой звучат в спектаклях театра МГУ «МОСТ» (спектакли «Сирано» (2007), «Аттракцион»), в телевизионном фильме Валерия Ахадова «Крёстный сын» (песни «Такая игра» и «Танго») и мультсериале «Фиксики». Исполнительница песен Булата Окуджавы, автор музыкально-поэтической композиции на его стихи и песни. Алина — гость радиопрограмм на «Эхо Москвы» и «Радио России» и телепрограмм на телеканалах «Культура», «Ля минор». Гастроли автора-исполнителя проводились в России и США.

## Дискография
- 2002 — «Путешествие в разные стороны»
- 2004 — «Семь песен»
- 2005 — «Аустерлиц»
- 2006 — «Наше поколение»
- 2009 — «Не Было Повода»

## Награды
- 1998 — лауреат Грушинского фестиваля[4]
- 2009 — лауреат Грушинского фестиваля[4]
- Лауреат фестиваля радио «Шансон» «Здравствуйте, люди»[2]